# Liste der luxemburgischen Botschafter in den Vereinigten Staaten
Liste der luxemburgischen Gesandten und ab 1955 Botschafter in den Vereinigten Staaten.

## Missionschefs
- 1920–1933: Raymond de Waha[1]
- 1940–1958: Hugues Le Gallais[1]
- 1958–1964: Georges Heisbourg[1]

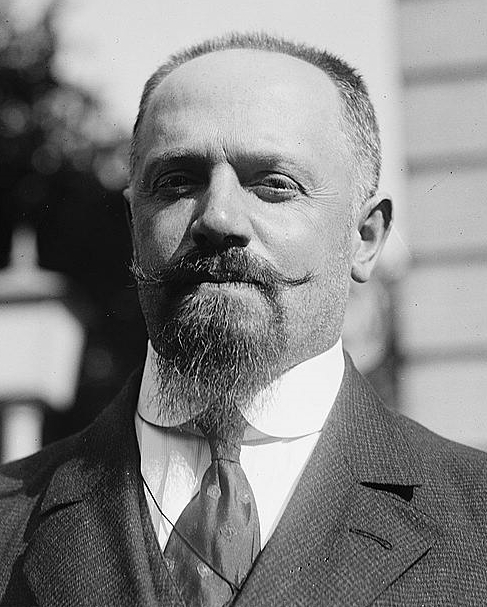
Raymond de Waha (1920)

- 1964–1969: Sebastian Maurice Steinmetz[1]
- 1969–1974: Jean Wagner[1]
- 1974–1983: Adrien Meisch[1]
- 1983–1987: Paul Peters[1]
- 1987–1991: Andre Philippe[1]
- 1991–1998: Alphonse Berns[1]
- 1998–2005: Arlette Conzemius-Paccoud[1]
- 2005–2008: Joseph Weyland[1]
- 2008–2012: Jean-Paul Senninger[1]
- 2012–2016: Jean-Louis Wolzfeld[1]
- 2016–2019: Sylvie Lucas
- 2019–2021: Gaston Stronck
- seit 2021: Nicole Bintner-Bakshian[2][3]